# Снегири-музыка
«Снегири Музыка» — российский независимый лейбл звукозаписи, основанный в 1998 году Олегом Нестеровым, лидером группы «Мегаполис», и активно функционирующий по сей день.
Организаторская деятельность началась для Нестерова с того, что в 1997 году музыкант решил заняться продюсированием проекта «Маша и медведи», результат получился впечатляющим, что послужило толчком к созданию собственной звукозаписывающей компании. Лейбл выпускал альбомы таких известных исполнителей как Найк Борзов, Евгений Гришковец, Алина Орлова, а также таких групп как «Ундервуд», 2H Company, «Ёлочные игрушки», «Хоронько-оркестр», «Биплан», «Лакмус», Нож для Фрау Мюллер, «Кассиопея», «Cheese people», «NetSlov», «Everything is made in China», Варя Демидова, «The Retuses», Игорь Вдовин, «Ifwe», «Мгзавреби» и многих других.
В 2016 году лейбл подписал лицензионное соглашение с крупной компанией Warner Music Russia, по условиям которого та получила эксклюзивные права на цифровую дистрибуцию музыкального каталога «Снегири-Музыка», насчитывающего более 1200 композиций. При этом за компанией остались права на синхронизацию и получение вознаграждения за публичное исполнение произведений.